# 束草市

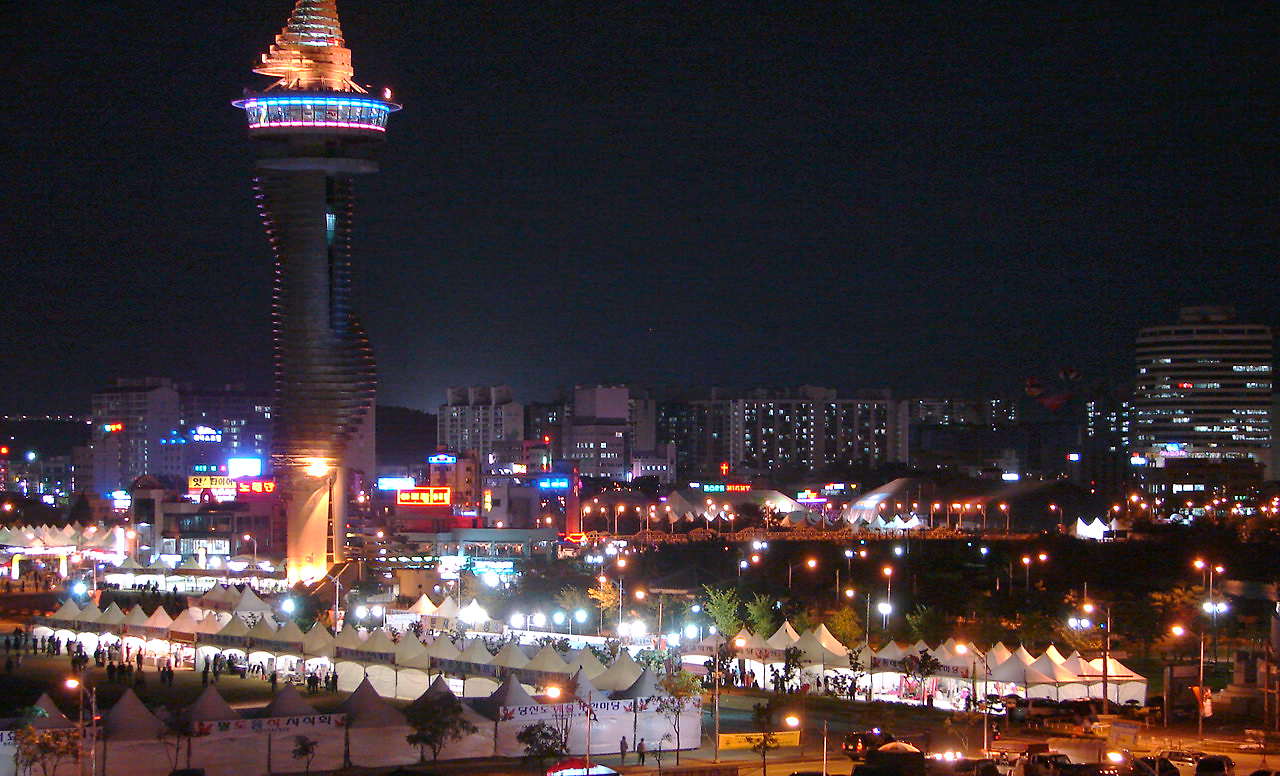
夜景與世博會大樓

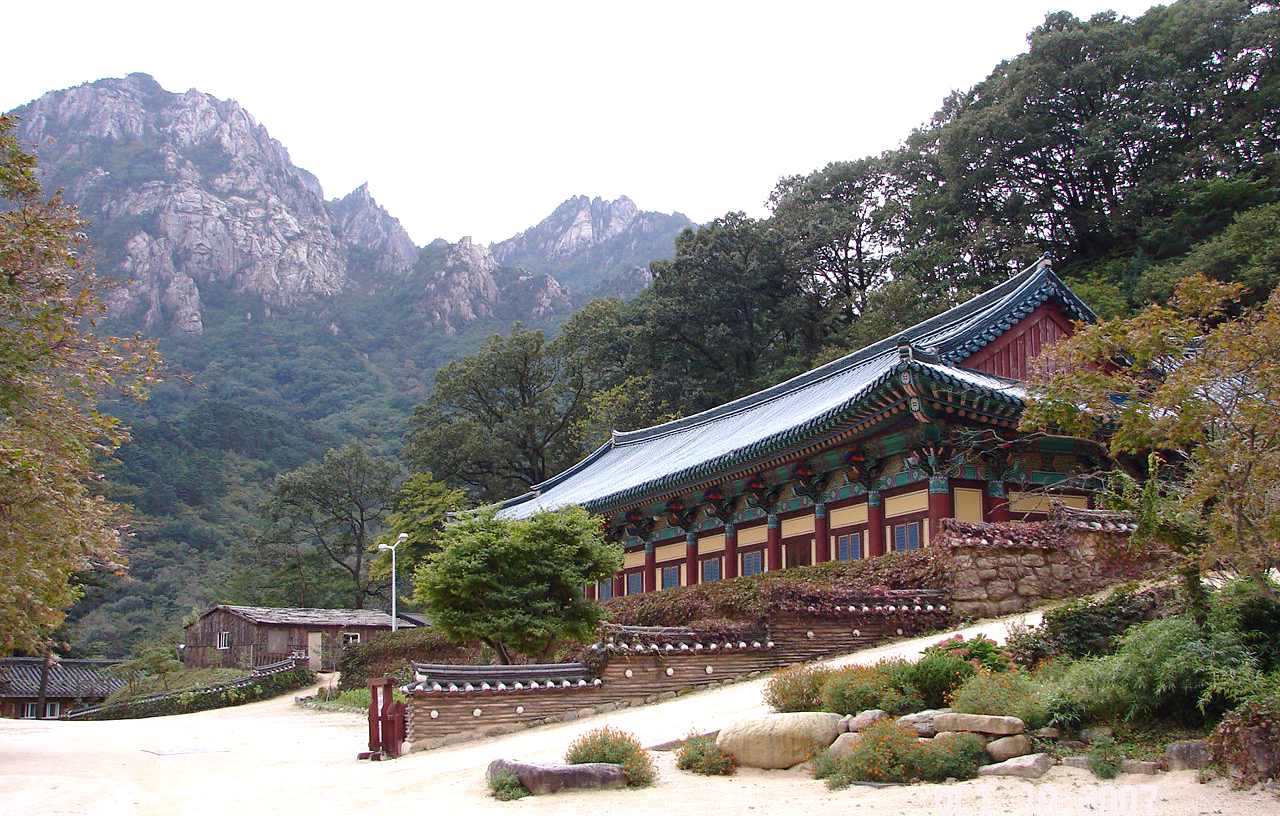
雪岳山新兴寺

束草市（：／ Sokcho si */?）是大韩民国江原特别自治道的一个市。因處三八線以北，韓戰爆發前曾為朝鲜民主主义人民共和国所管轄。

## 概要
韓戰后出生于北韓的人多数在离家乡较近的束草市定居下来，使得城市人口激增。1998年，南韓政府在束草市附近海域捕獲了一艘意外纏在漁網中的北韓玉桂級潛艇。
1991年举办世界青少年露营大会（World Jamborees）、1999举办国际旅游博览会后，束草市发展成为国际性旅游城市。目前，金刚山水路游线的先锋号游船就自束草国际旅客港口出发，来此的游客也因此渐渐增多。而距离束草30-40分钟路程的襄阳郡于2002年4月开通了襄阳国际机场，使得进出束草的交通更为便利。

## 歷史
高麗時代稱為襄州、朝鲜王朝时期為襄陽都護府、朝鮮肅宗與朝鮮正祖時代降為縣、1895年為郡。
- 1914年4月1日 - 郡面併合，襄陽郡的道門面、所川面合併為道川面。
- 1937年7月1日 - 道川面改稱束草面。
- 1942年10月1日 - 束草面升格束草邑。
- 1945年8月24日 - 因位於38度線以北、為蘇軍所佔領，而後成為朝鮮民主主義人民共和國的領土。
- 1951年8月18日 - 韓戰爆發，被韓國軍佔領領、邑面洞制度復活。
- 1954年11月17日 - 由軍政轉為民政。
- 1963年1月1日 - 襄陽郡束草邑升格為束草市。
- 1973年7月1日 - 編入高城郡土城面。
- 1983年2月15日 - 編入襄陽郡峴面的一部分。
- 1998年10月17日 - 市内13洞整合為8洞。

## 交通

### 鐵道
- 並無營運中的路線。東海北部線曾通過市內，但已於1965年廢止。

### 公路
- 東海高速公路：2016年11月24日開通襄陽交流道至束草交流道。
- 國道七號：一般道路，等級約同台灣省道。南起第二大城市釜山，北至高城郡。

### 巴士
- 高速巴士部分，於市廳南南東方2公里處設有束草高速巴士轉運站。從首尔高速巴士客运站約20~30分鐘有一車次、需時2時30分。也有前往東首爾巴士客運站・仁川等地的車班。
- 市外巴士（城際巴士）部分，於市廳北方500公尺設有束草市外巴士客運站。沿著日本海，有前往釜山的班次。也有前往江陵・原州・春川等地的班次。

### 國際航線
- 2015年2月18日京都府知事山田啓二宣佈京都府舞鶴市舞鶴港與束草、俄羅斯扎魯比諾港定期航路於2015年夏季開航。然而2009年6月也曾與日本新潟港、扎魯比諾等地締結V字航線，但因集客不易，僅僅營運三個月便宣告休航。[2]

## 行政

### 行政區
| 行政洞 | 法定洞                 |
| ------ | ---------------------- |
| 永郎洞 | 永郎洞、章沙洞         |
| 東明洞 | 東明洞                 |
| 琴湖洞 | 琴湖洞、中央洞         |
| 校洞   | 校洞、青鶴洞           |
| 蘆鶴洞 | 蘆鶴洞、校洞           |
| 朝陽洞 | 朝陽洞                 |
| 青湖洞 | 青湖洞、朝陽洞         |
| 大浦洞 | 大浦洞、道門洞、雪岳洞 |

### 警察
- 束草警察署
  - 永郎地區隊
  - 青草地區隊
  - 中央治安中心
  - 雪嶽治安中心

## 觀光
- 雪嶽山國立公園：被稱為韓国少數的秘境、標高1708公尺的雪岳山是韓國第三高峰。國家公園跨越麟蹄郡、高城郡、襄陽郡等地。
- 新興寺：西元652年創建的寺院。極樂寶殿、石塔和經板等多是指定文化財。
- 金宗友家屋：1750年前後建造的傳統民家。
- 金根洙家屋：位於道門洞的木造家屋。
- 雪岳水上樂園
- 尺山溫泉
- 雪岳溫泉
- 束草八景
- 阿爸村：電視劇「藍色生死戀」拍攝地。

## 友好城市
- ：
  - 首爾特別市中區 （1997年1月22日）
  - 京畿道九里市、烏山市
  - 全羅北道井邑市 （1996年6月13日）
  - 全羅南道麗水市

- 日本：
  - 鳥取縣米子市 （1995年10月18日）、境港市 （2002年4月9日）
  - 富山縣入善町 （1996年10月3日）

- 美国奧勒岡州格雷舍姆市 （1985年6月23日）

- 臺灣臺東縣 （1992年4月16日）
- 中国大陆吉林省珲春市 （1994年8月22日）
- 俄羅斯濱海邊疆區哈桑区 （1996年7月19日）